# Йосиас I (Валдек-Бергхайм)
Йосиас I фон Валдек-Бергхайм (на немски: Josias I von Waldeck-Bergheim; * 20 август 1696 в Аролзен; † 2 февруари 1763 в Бергхайм в Едертал) е граф на Валдек-Бергхайм.

## Произход и наследство
Той е 13. син и шестият син на граф Христиан Лудвиг фон Валдек-Вилдунген- Пирмонт-Раполтщайн (1635 – 1706) и втората му съпруга графиня Йоханета фон Насау-Идщайн-Саарбрюкен (1657 – 1733), дъщеря на граф Йохан фон Насау-Идщайн и графиня Анна фон Лайнинген-Дакссбург.
По-големият му полубрат Фридрих Антон Улрих (1676 – 1728) е от 1706 г. граф на Валдек-Пирмонт и през 1712 г. от императора е издигнат на княз. Йосиас I получава резиденцията дворец Бергхайм в днешния Едертал и основава линията Валдек-Бергхайм.

## Фамилия
Йосиас I се жени на 17 януари 1725 г. в Асенхайм (днес част от Нидатал) за графиня Доротея София фон Золмс-Рьоделхайм-Асенхайм (* 27 януари 1698; † 6 февруари 1774), дъщеря на граф Лудвиг Хайнрих фон Золмс-Рьоделхайм-Асенхайм (1667 – 1728) и графиня Вилхелмина Христиана фон Лимпург (1679 – 1757). Те имат децата:
- Георг Карл Христиан Лудвиг (1726 – 1756)
- Карл (1728 – 1735)
- Каролина (1729 – 1801)
- Георг Фридрих Лудвиг Белгикус (1732 – 1771), от 1763 г. граф на Валдек-Бергхайм, женен на 31 август 1766 за Христина фон Изенбург-Меерхолц (1742 – 1808)
- Йосиас II Вилхелм Леополд (1733 – 1788), от 1771 г. граф на Валдек-Бергхайм, женен на 5 март 1772 г. в Бюдинген за графиня Христина Вилхелмина фон Изенбург-Бюдинген (1756 – 1826)
- Луиза Йоханета Ернестина Улрика (1736 – 1737)
- Георг Август (1738 – 1759)
- Вилхелм (1740 – 1756)
- Фридрих Вилхелм Карл (1741 – 1756)